# Association des minorités nationales en Allemagne
L’Association des minorités nationales en Allemagne (en allemand : Verband der nationalen Minderheiten in Deutschland) était une organisation faîtière et un groupe de pression créé en 1924 à l'initiative de l'Union des Polonais d'Allemagne qui visait à représenter les intérêts des minorités polonaise, danoise, sorabe, frisonne et lituanienne dans la République de Weimar. Elle a été dissoute par le régime nazi en 1939,.
Au Landtag prussien, la liste polonaise avait déjà obtenu deux mandats aux élections de 1922, nommément ceux de Johann Baczewski et de Josef Wajda (lequel décéda en 1923 et fut remplacé par Stanislaus Graf von Sierakowski). Aux élections suivantes, en 1925, la liste polonaise est soutenue par l'Association des minorités nationales mais elle n'obtient pas plus de sièges ; Johann Baczewski est réélu et Ceslau Klimas fait également son entrée au Landtag.
Le Sorabe Jan Skala (de), membre fondateur du Parti populaire sorabe en 1919 et employé depuis 1925 de l'Union des Polonais d'Allemagne, était le rédacteur en chef du magazine de l'Association des minorités nationales, Kulturwille (1925-1926), rebaptisé plus tard Kulturwehr — jusqu'à son interdiction par le régime nazi en 1936.